# 中間動詞
中間動詞（ちゅうかんどうし、middle verb）とは英語においてある他動詞を自動詞として用いて、他動詞として用いた時の目的語を主語とすることの出来る動詞であり、 中間態（middle voice）を形成する。
英語の動詞は能動態、受動態、中間態の3種に大別でき、その存在比における中間動詞の割合は非常に高いが、日本の学習指導要領には含まれておらず、また英和辞典においても中間動詞の分類がされているものは非常に少ない。

## 中間動詞の文法的概要
能動態、受動態で書かれた比較2文と対応させると中間動詞の例として下記の文を挙げることが出来る。
The submarine sank the battleship. （能動態）
（訳）潜水艦は戦艦を沈めた。
The battleship was sunk by the submarine. （受動態）
（訳）戦艦は潜水艦によって沈められた。
The battleship sank. （中間態）
（訳）戦艦は沈んだ。
この様に他動詞の目的格が主語となり、その他動詞が自動詞転換する場合これを中間動詞と呼ぶ。
また、一般的に中間動詞は行為ではなく現象即ち出来事を示す傾向にある為次の疑問文は会話レベルで成立しない。
"What did the battleship do?" - "It sank."
（訳）「戦艦は何をしましたか」 - 「沈みました」
これは通例容認されず次のように表現される。
"What happened to the battleship?" - "It sank."
（訳）「戦艦はどうなりましたか」 - 「沈みました」
また中間動詞はしばしば使役的意味を含有する他動詞を含む。例として下記3文を記す。
I melted some butter on a pan. （能動態）
（訳）私はバターをフライパンの上で溶かした。
Some butter was melted on a pan by me. （受動態）
（訳）バターがフライパンの上で溶かされた。
Some butter melted on a pan. （中間態）
（訳）バターはフライパンの上で溶けた。

## 中間動詞とそれ以外の動詞との比較
前述の行為ではなく出来事を表すという中間動詞の性質に関連して "sink" と "destroy" を比較する。能動態と受動態について "destroy" を用いた例文を下記する。
The submarine destroyed the battleship. （能動態）
The battleship was destroyed by the submarine. （受動態）
しかし標準英文法では次の例は許容されない。
The battleship destroyed.
これは "destroy" が出来事ではなく行為を表しているためである。